# کوشال
کوشال یکی از روستاهای شهرستان لاهیجان در استان گیلان است. 

## موقعیت جغرافیایی
این روستا در بخش مرکزی شهرستان لاهیجان، دهستان لیالستان، در طول جغرافیایی ۳۷درجه و ۲۳ دقیقه و ۴۴ ثانیه شمالی و عرض جغرافیایی ۵۰ درجه و ۵ دقیقه و ۶۱ ثانیه شرقی واقع شده‌است.
این روستا از جنوب به لاهیجان، از شمال به یوسف‌ده، از شرق به سیاه‌گوراب پایین و توت‌باغ محله و از غرب به گورندان و سیاه‌گوراب بالا متصل است.

## جمعیت
بنابر سرشماری سال ۱۳۸۵، روستای کوشال دارای ۲۳۴ خانوار و ۶۶۹ نفر جمعیت است. در لغتنامه دهخدا به نقل از فرهنگ جغرافیایی ایران ج ۲ درباره این روستا آمده‌است: «دهی از دهستان حومه بخش مرکزی شهرستان لاهیجان است و ۸۳۱ تن سکنه دارد.»

## مشاهیر
دو تن از مشاهیر لاهیجان اهل این روستا بوده اند:
- محمدحسن غروی کوشالی
- عبدالحسین عترتی کوشالی

این روستا در طول دفاع مقدس ۱۵ کشته داشته‌است.

## اماکن مهم
پیرخوبان، یکی از مکان‌های زیارتی نزدیک به این روستا است(واقع در روستای گورندان). برخی از مردم این روستا کراماتی را از پیرخوبان به یاد دارند.

## محصولات کشاورزی
مهم‌ترین محصول کشاورزی کوشال، برنج است. بامبو (نی خیزران) نیز در این روستا به خوبی می‌روید و کشاورزان از آن در جمع‌آوری برنج استفاده می‌کنند. بامبو تنها در برخی نقاط جهان رشد خوبی دارد که منطقه لیالستان گیلان که کوشال نیز یکی از روستاهای آن است از جمله این مناطق به‌شمار می‌رود.

## نگارخانه

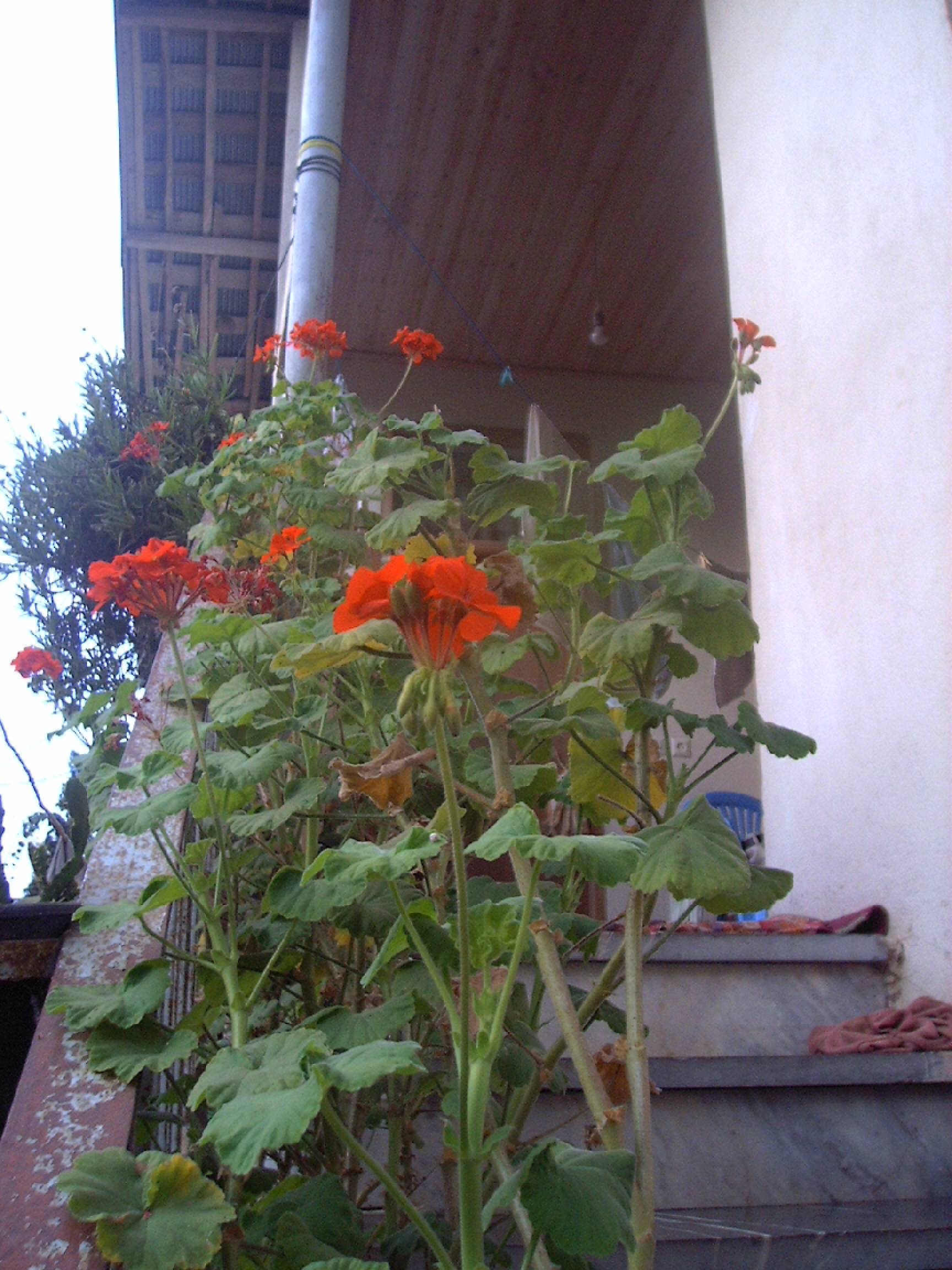
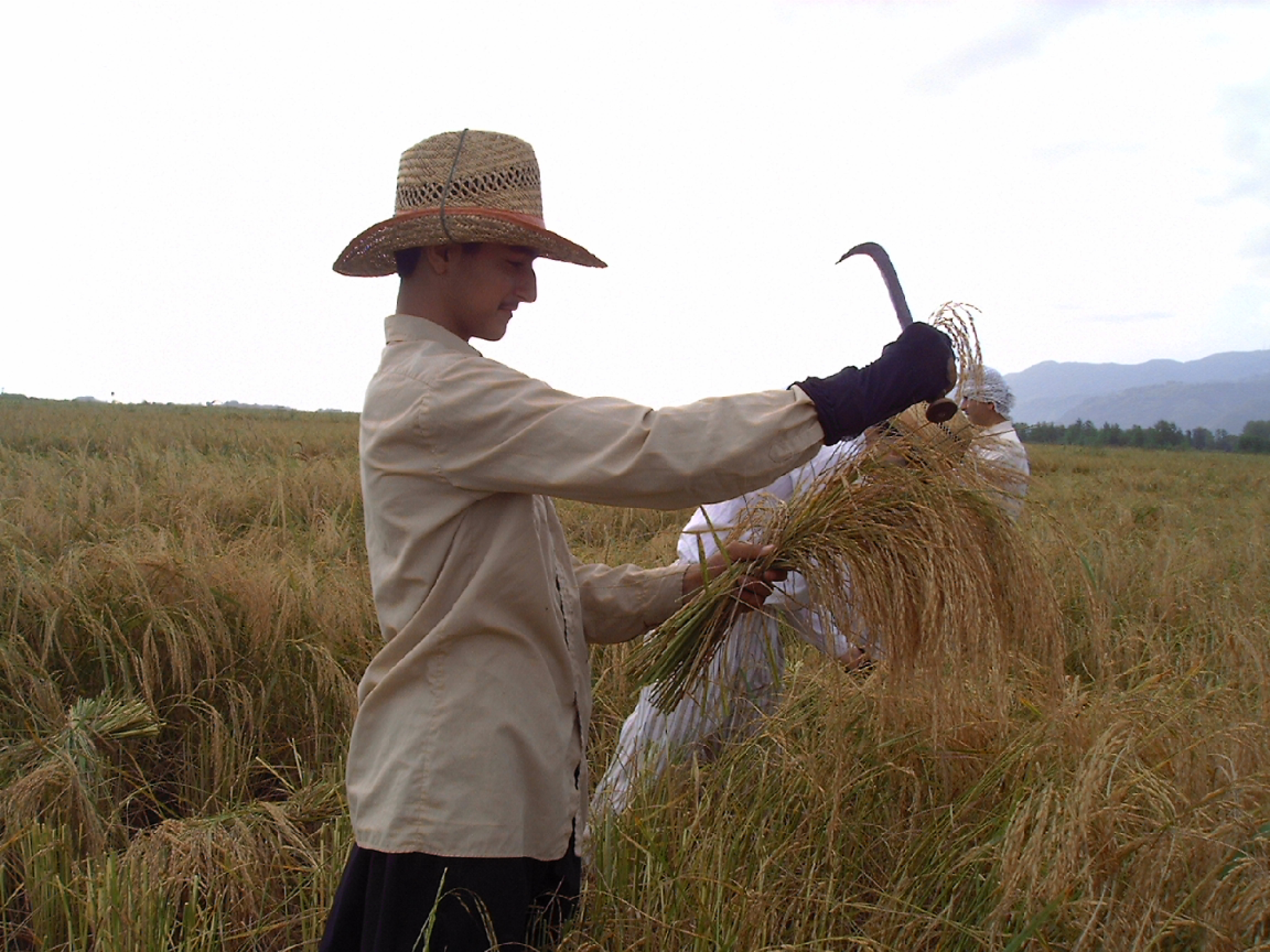
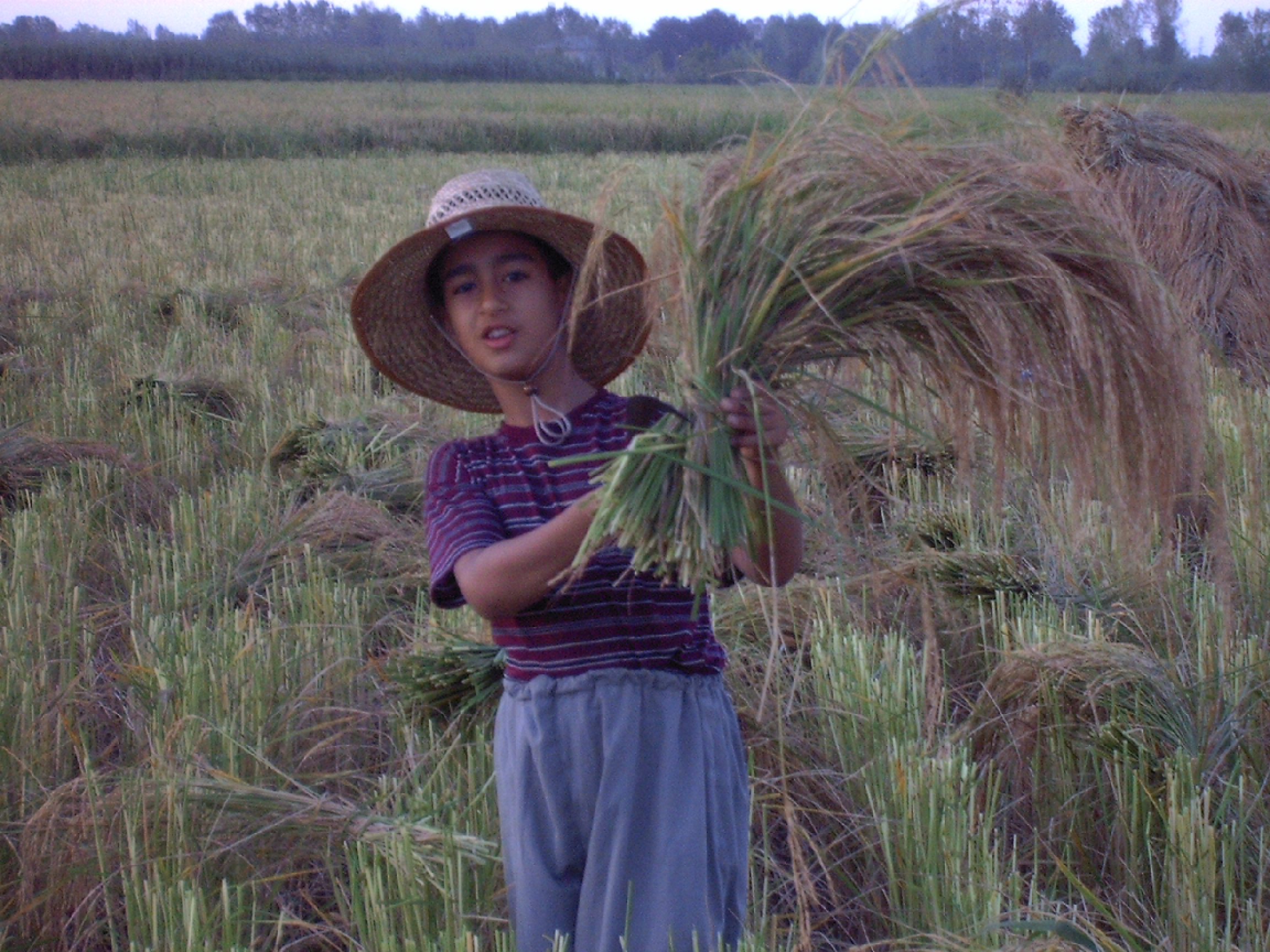